# Кошельник Василь Григорович
Василь Григорович Кошельник (псевдо : «Зір»; нар. 1918, с. Золотарівка, нині Кобеляцька міська громада, Полтавський район, Полтавська область — пом. 4 серпня 1949 с.Лімна, нині Самбірський район, Львівська область) — український військовик, референт СБ Турківського районового проводу ОУН.

## Життєпис
Василь Кошельник народився у с. Золотарівка на Полтавщині. Служив у дивізії «Галичина». У 1944 році Василь Кошельник вишкільник у підстаршинській школі УПА «Крилаті» ВО-5 «Маківка», біля села Недільна. Згодом разом з сотнею «Лиса» перейшов на Закерзоння де з 18 по 24 вересня 1944 року, в урочищі Букове Бердо, був викладачем у вишкільному таборі.
У 1948 році разом з сотнею Василя Шишканинця-«Біра» повернувся на Турківщину, через Словаччину.
Референт СБ Турківського районного проводу ОУН з травня 1948 року.
Загинув 4 серпня 1949 року в бою з військами МДБ на присілку Стебний села Лімна, біля підніжжя гори Магура.